# گریسی
گریسی (به انگلیسی Gracie) یک فیلم در ژانر، درام و ورزشی به کارگردانی دیویس گوگنهایم است.

## داستان
دختری به نام گریسی تصمیم می‌گیرد کاری انجام دهد، او برادری داشته که علاقهٔ زیادی به فوتبال داشته ولی حالا او دیگر بین آنها نیست، گریسی می‌خواهد آرزوی برادر گم شده اش را برآورده کند، پس تمام سعی اش را می‌کند تا بتواند در تیم فوتبال از بهترین‌ها باشد، او چنان پیشرفت می‌کند که هیچ دختری مانند او در فوتبال موفق نیست.